# Erosaria gangranosa
Erosaria gangranosa là một loài ốc biển, là động vật thân mềm chân bụng sống ở biển trong họ Cypraeidae, họ ốc sứ.
Có một phân loài: Erosaria gangranosa reentsii (Dunker, 1852)

## Phân bố
Chúng phân bố ở Biển Đỏ và ở Ấn Độ Dương dọc theo Kenya và Tanzania.